# Pandemonium, la capital del infierno
Pandemonium, la capital del infierno és una pel·lícula veneçolana estrenada l'any 1997, escrita i dirigida per Román Chalbaud. Està basada en l'obra de teatre Vesícula de nácar, escrita pel mateix director.
La trama es passeja entre la realitat més crua fins a les més absurdes fantasies esquitxada de dramatisme i situacions hilarants, desembolicant-se a la Veneçuela de 1989 just abans dels esdeveniments sociopolítics que van sacsejar al país els dies 27 i 28 de febrer d'aquest any coneguts com el Caracazo.
Grotesca història plagada d'imatges desconcertants i curioses que reflecteixen la decadència social veneçolana. Adonai, un llunàtic poeta invàlid viu en un edifici abandonat d'un barri marginal. La seva màxima ocupació és transmetre els seus poemes i relats a través d'uns altaveus col·locats en la teulada; però l'avarícia i la necessitat dels quals li envolten sumiran la seva patètica vida encara més en la violència i la mort.

## Sinopsi
Aquesta és Ràdio Pandemònium, l'emissora d'un país en desenvolupament... En desenvolupament de la seva misèria.
Així ho anuncia Adonai, un poeta frustrat, qui recita poesies, transmet notícies i música, a través d'un megàfon col·locat en un edifici en ruïnes, on viu amb decadent i ambiciosa mare Carmín i la seva amant Demetria. Més enllà de l'olor de sofre i de la calor aclaparadora de Pandemònium els somnis i principis d'enfronten a les flaqueses i contradiccions d'una societat que qüestiona la seva pròpia moralitat. L'infern a penes comença a cremar als carrers i està més prop del que ningú pot imaginar.
Adonai és un llunàtic invàlid que es creu poeta. Viu en un edifici abandonat d'un barri de Caracas des d'on utilitza uns altaveus col·locats en el sostre per a opinar i compartir música, poemes i notícies amb l'exterior. L'anomena "Ràdio Pandemònium". Adonai viu amb la seva mare i el seu amant, Demetria, una noia que la seva mare va recollir quan estava nena.
Radamés, el germà de Adonai, està pres per corrupció i li deixa a la seva mare un maletí ple de dòlars. Demetria s'assabenta i convenç a dos nois (Onésimo i Hermes) de robar-lo. Còmplices de Radamés s'assabenten d'això i contracten la mort dels nois per quedar-se amb el maletí. Els successos que segueixen amenacen la grotesca i patètica vida d'Adonai.

## Repartiment
- Orlando Urdaneta ... Adonai
- Amalia Pérez Díaz ... Carmín
- Miguel Ángel Landa... Radamés
- José Luis Márquez .. Hermes
- Elaiza Gil ... Demetria

## Premis
La pel·lícula va ser seleccionada per a competir al Festival Internacional de Cinema de Sant Sebastià 1997. Va guanyar el Sol d'Or al Festival de Cinema Llatinoamericà de Biarritz de 1997 i el Tercer Premi Gran Coral al Festival Internacional del Nou Cinema Llatinoamericà de l'Havana del mateix any.